# Kostel svatého Michala (Olomouc)
Římskokatolický kostel svatého Michala v Olomouci byl postaven ve 13. století a zbarokizován v letech 1676 až 1703 podle návrhu Giovanniho Pietra Tencally. Štukovou výzdobu interiéru navrhl Baltazar Fontana. Kostel je součástí areálu bývalého dominikánského kláštera a je zapsán v seznamu nemovitých kulturních památek České republiky.  Byl první kupolovou stavbou severoitalského typu na Moravě a jeho tři kupole dotvářejí siluetu města.

## Historie

### Románská kaple svatého Michaela
Předpokládá se, že románská kaple sv. Michaela byla postavena na vyvýšenině nad řekou Moravou v Olomouci již v 10. nebo 11. století. Podle dominikánské legendy zde v roce 1219 po dobu čtyř měsíců kázal svatý Hyacint. Král Václav I. daroval v roce 1244 na podporu vznikajícího kláštera dominikánů v Olomouci řádu tuto kapli i několik domů v její blízkosti. 
Výstavba nového kostela s konventem trvala téměř čtyřicet let, její dokončení je spojováno s rokem 1284. 

### Raně gotický kostel
Podoba raně gotického kostela, který byl zasvěcen svatému Michaelovi, se nedochovala. Jedinými pozůstatky jsou jedno pole křížové klenby v dnešní sakristii a velká část obvodového zdiva a východní a severní křídlo ambitu. Na části půdorysu bývalé kapitulní síně se v současnosti nachází kaple sv. Alexeje postavená po roce 1380 a na zbývající ploše je seminární kaple sv. Jana Sarkandra.  V roce 1398 byl nový kostel i klášter silně poškozen při rozsáhlém požáru. Probíhající opravy zbrzdil další požár, který objekt zasáhl v roce 1404. V roce 1482 byla k západnímu průčelí kostela přistavěna vysoká hranolovitá věž, která plnila funkci samostatně stojící zvonice. Kostel měl hlavní oltář se sochou sv. Michaela ve vrcholu,13 bočních oltářů a dvě kaple. 
Klášter s kostelem byl vydrancován během třicetileté války, když Olomouc na osm let obsadila švédská armáda. V přízemí kláštera byli ustájeni koně, v poschodí bylo zřízeno skladiště. Cenné zařízení z kostela bylo rozkradeno a budovy zchátraly.  Dominikáni se vrátili v roce 1650 a provedli nejnutnější opravy, aby mohli pokračovat ve své činnosti. V roce 1664 byla opravena zvonice poškozená dělostřeleckou palbou a zvýšena o jedno patro. Stav kostela však vyžadoval generální opravu. V roce 1673 bylo rozhodnuto, že starý gotický kostel bude zbořen a postaven nový.

### Stavba nového kostela svatého Michala
Projekt nového kostela vypracoval architekt Giovanni Pietro Tencalla, kterého do Olomouce pozval biskup Karel II. z Lichtenštejna-Kastelcornu. Navrhl zachovat staré gotické obvodové zdivo, zpevnit je zevnitř mohutnými pilíři zesílenými o příčné stěny kaplí a celý prostor zaklenout třemi kupolemi, které nahrazují klenbu lodi. Přestavba v barokním stylu byla zahájena roku 1676 a trvala třicet let. Hlavní kupole se roku 1688 zřítila, musela být rozebrána a dokončena byla o rok později. Na konečné úpravě kupolí se podílel italský architekt Domenico Martinelli. Během výstavby papež Klement XI. vyhlásil na území celé římské říše sbírku, přispěla i česká šlechta a město Olomouc. V květnu 1707 byl kostel slavnostně vysvěcen. 
V roce 1709 byl kostel silně poškozen při velkém požáru, který zničil centrum města. Shořely krovy, oheň zasáhl část chórových prostor a poškodil i hlavní oltář. Následné opravy trvaly dalších dvacet let. Byla obnovena střecha s kupolemi, opraven ambit a zvonice, pořízena nová fasáda. V interiéru byla položena nová dlažba, postaveny nové oltáře, pořízeny nové lavice a sochy apoštolů na ozdobných pilířích lodi. Obnova byla dokončena v roce 1730 postavením nového hlavního oltáře. V prosinci 1740 se znovu zřítila hlavní kupole, kterou se podařilo opravit během šesti měsíců. 
V roce 1784 byl dekretem císaře Josefa II. zrušen dominikánský konvent v Olomouci a kostel sv. Michala byl prohlášen za farní. Byly sem přeneseny ostatky umučeného Jana Sarkandra ze zrušeného kostela Panny Marie na Předhradí. Do budovy dominikánského kláštera byl umístěn arcibiskupský kněžský seminář, tzv. Mariana.

### Farní kostel
V roce 1829 dostal kostel novou fasádu a byl upraven vstupní portál, kam byly umístěny dvě pískovcové sochy vytvořené Ondřejem Zahnerem. V roce 1830 musela být znovu opravena střední kupole chrámu. Koncem 30. let 19. století byla realizována přestavba a rozšíření kněžského semináře podle návrhu architekta Antonína Archeho. K budově semináře byl přistavěn klasicistní portikus se čtrnácti toskánskými sloupy a schodištěm. K jižnímu křídlu v klášterní zahradě byla přistavěna nová budova v neoklasicistním stylu. U příležitosti blahoslavení Jana Sarkandera v roce 1860 byly kopule kostela vyzdobeny freskami.
Generální rekonstrukce kostela byla provedena na konci 19. století za arcibiskupa Theodora Kohna. Vedením celého projektu byl pověřen vídeňský architekt Richard Völkel. Úpravou vnitřního prostoru vzniklo nové kněžiště, které bylo vyzdobeno nástropními malbami včetně kopie Poslední večeře od Leonarda da Vinciho. Interiér byl vyzdoben v novobarokním stylu freskami a bohatými štukami se silným zlacením. Stěny kostela byly opatřeny umělým mramorem v různých barevných odstínech. Všechna okna byla zasklena barevnými vitrážemi. Byl rekonstruován hlavní oltář, do jehož mensy byly vloženy ostatky sv. Vojtěcha z hradní kaple na Hukvaldech. Barokní socha archanděla Michalea byla nahrazena oltářním obrazem. Rekonstrukce byla zakončena v prosinci 1897 posvěcením hlavního oltáře. 
V roce 1904 byly u boční zdi kostela instalovány čtyři sloupy s tajemstvím Bolestného růžence, které nahradily tzv. zádušní domky zbořené v předchozím roce. V letech 1910–1911 byla vybudována nová budova kněžského semináře, která byla nazvána Salesianum. Arcibiskup Leopold Prečan nechal ve třicátých letech postavit v bývalé klášterní zahradě třetí budovu semináře, která po něm nese název Leopoldinum.  Arcibiskupský seminář byl zrušen na příkaz komunistické vlády v roce 1950 a budovy postupně přešly pod správu Univerzity Palackého.
Ve druhé polovině 20. století byly v kostele sv. Michala prováděny jen udržovací opravy a dílčí restaurátorské práce. V roce 1971 byla položena nová mramorová dlažba. V letech 1973–1975 byla provedena generální oprava varhan, které byly poškozeny zásahem dělostřeleckého granátu v závěru 2. světové války.
Po změně režimu v roce 1989 byl kostel i přilehlé budovy vráceny církvi. Byla zahájena postupná oprava a rekonstrukce exteriéru kostela (oprava kupolí, nové fasády, vitráže, iluminace), pořízeny nové zvony a v 1. poschodí gotické zvonice zřízeno farní muzeum. V listopadu 2020 byly po třech letech dokončeny náročné restaurátorské práce v interiéru kostela, které odhalily barokní nástěnné malby v kupolích, více než sto let skryté pod celoplošnými pozdějšími přemalbami. 

## Popis

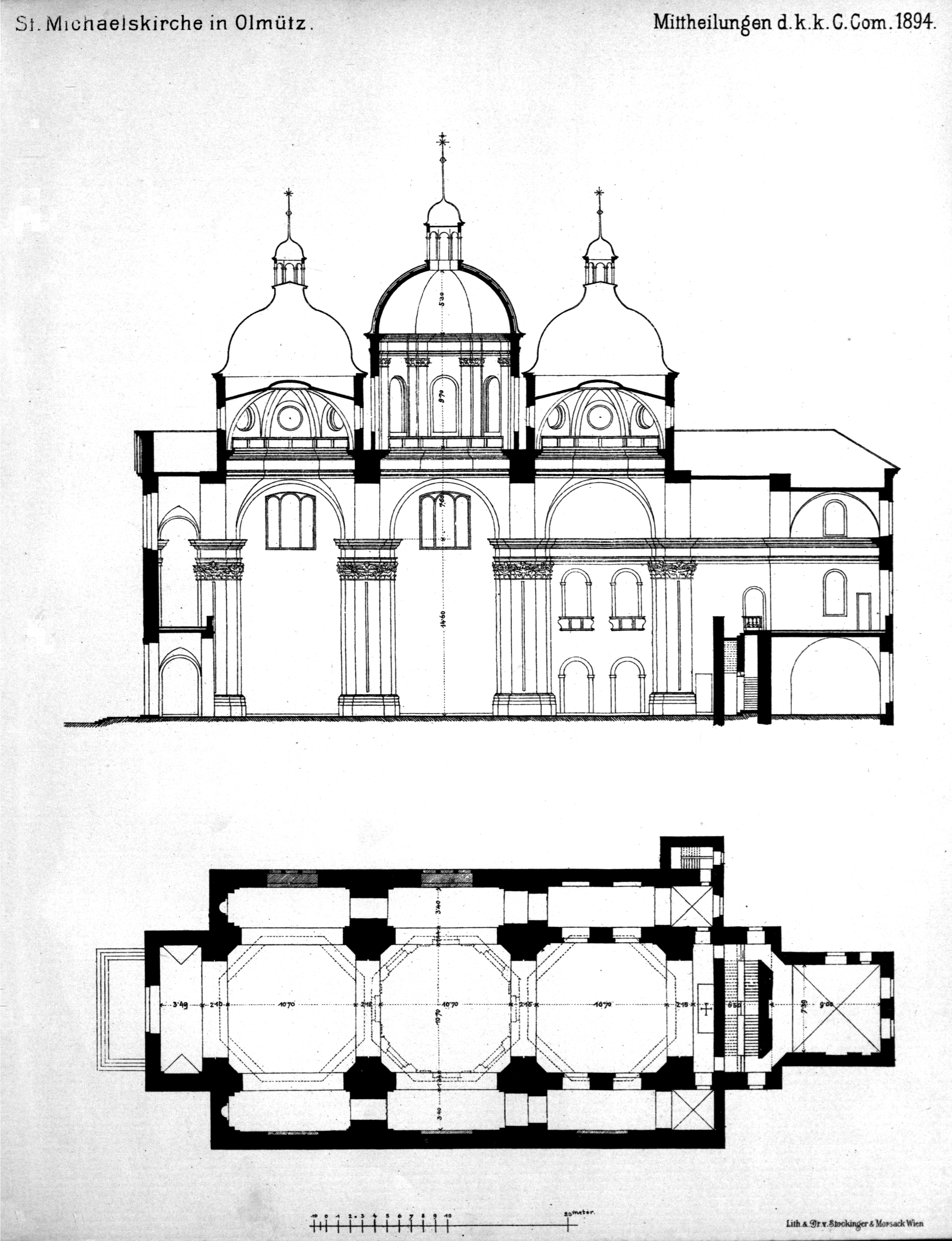
Plán a řez kostela z roku 1894

### Exteriér

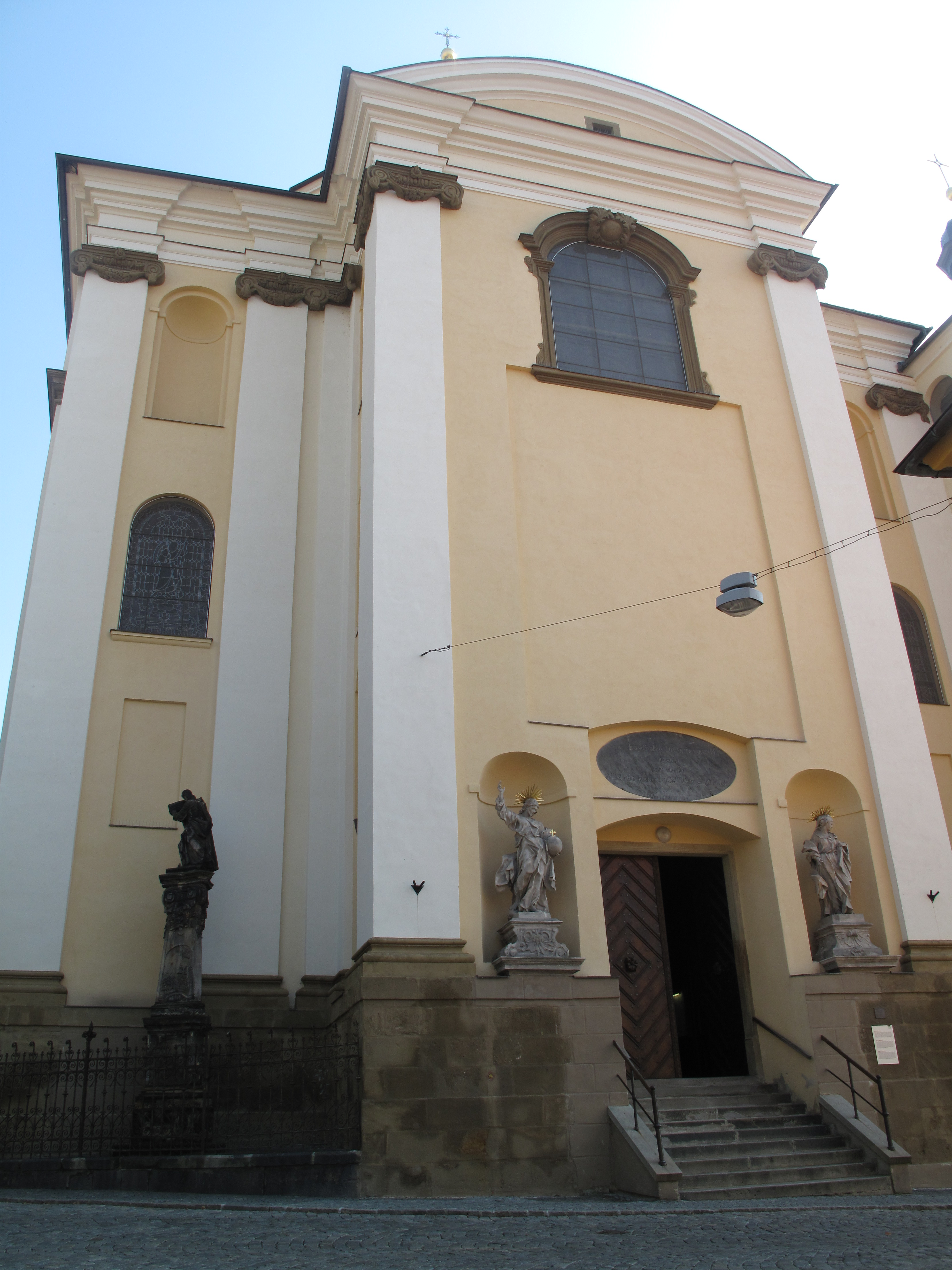
průčelí chrámu sv. Michala

Kostel je situován v historickém centru Olomouce na Žerotínově náměstí. Loď obdélného půdorysu je zaklenuta třemi nestejně vysokými kupolemi na osmiúhelných tamburech, nejvyšší střední kupole je zakončena ozdobnou lucernou. Na východní straně na loď navazuje vysoký presbytář, jehož zadní stěnu zdobí volutový štít. K lodi ze západu přiléhá obdélníková předsíň se vstupním rizalitem. V něm je prolomeno velké okno s kamenným orámováním ukončeným segmentovou římsou s dvěma vodorovnými výběžky, která dosedá na rám. Obdobný nezvyklý tvar je použit také u trojitých oken na bočních fasádách chrámu. Vchod do kostela se nachází nad úrovní chodníku a vede k němu deset kamenných schodů. Po jeho stranách jsou v nikách socha Spasitele a socha Panny Marie Immaculaty. Sochy vytvořil ve 30. letech 18. století Ondřej Zahner. Původně byly na ohradní hřbitovní zdi kolem (dnes zaniklého) kostela Panny Marie na Předhradí v Olomouci. Nad vchodem je vsazena oválná mramorová deska na památku roku posvěcení kostela (1707) a opravy fasády (1829). Průčelí je členěno vysokými pilastry s jónskými hlavicemi, dolní část je obložena pískovcovými deskami.
Venkovní fasáda kostela je jednoduchá, hladce omítnutá, členěná vysokými pilastry sahajícími až k hlavní římse, které na severní a jižní straně vytvářejí liché arkády. U severní boční zdi jsou v nich instalovány tři sloupy se sochami z křížové cesty, čtvrtá socha je před západním průčelím ve vlevo vstupního rizalitu. Jsou dílem Jana Michala Sherhaufa a původně stály u bývalé císařské silnice k Brnu. 
K jižní straně kostela byl přistavěn čtyřkřídlý ambit zaklenutý křížovou klenbou. Vedou z něj vchody do kostela, farní budovy, zvonice a části kněžského semináře zvané Marianum. Ve východní části se nachází kamenný gotický portál, kterým se vstupuje do kaple svatého Alexeje. K jihozápadnímu nároží kostela přiléhá široká hranolová věž zvonice postavená v pozdně gotickém stylu. V nadpraží má gotický nápis s letopočtem 1482. Ve výklenku nalevo od zvonice stojí na vysokém podstavci kamenný kříž s ukřižovaným Ježíšem.

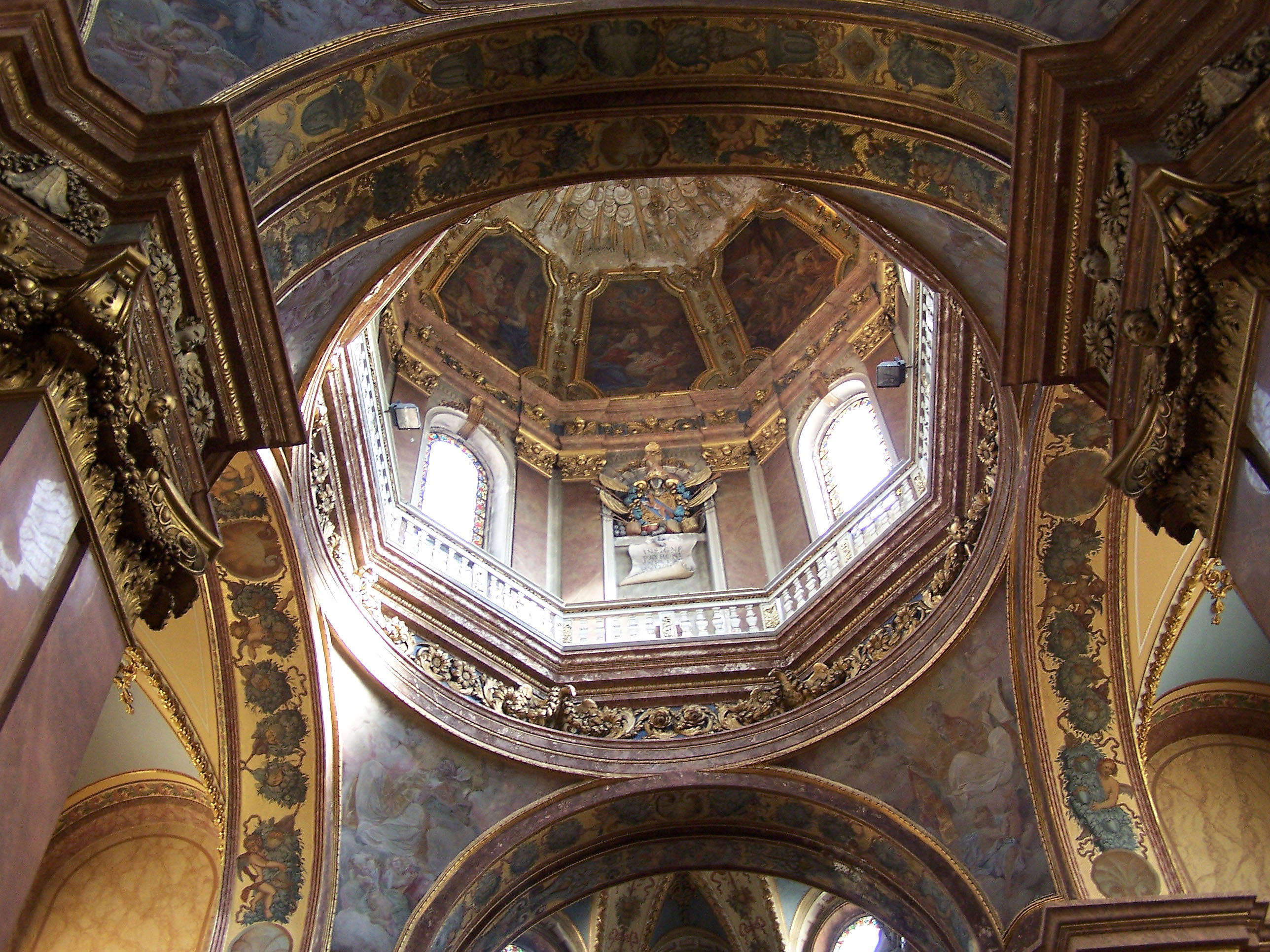
pohled do kupole (rok 2009)

### Interiér
Kostel je dlouhý 60 metrů, široký 20 m a vysoký od dlažby po strop prostřední kopule 41, 2 m, výška bočních kupolí je 27, 6 m.  Půdorys tvoří obdélník složený ze tří čtvercových polí s mohutnými pilíři v rozích. Na loď navazuje užší pravoúhlé kněžiště s křížem sklenutým závěrem. Po stranách jsou k lodi připojeny boční kaple, které jsou otevřené a hluboké 3,4 metru. Jsou mezi sebou propojeny úzkými průchody. U hlavního vchodu je mohutný kůr, který podpírají půlkruhové oblouky zdobené štukovými reliéfy andělů v nadživotní velikosti. V přední části kostela jsou dvě empory s dvoupatrovými oratořemi. Strop lodi tvoří klenby tří kupolí, bohatě zdobené freskami. Okna s barevnými vitrážemi jsou umístěna vysoko v bočních kaplích, hlavní proud světla přichází z kupolí. Vertikální členění prostoru, typické pro rané baroko, je zdůrazněno pilastry s hlavicemi a vlysy s bohatou plastickou výzdobou. Původní štukovou výzdobu vytvořil Baltazar Fontana, byla doplněna při rekonstrukci kostela koncem 19. století. Autorem fresky s výjevy ze života Ježíše Krista v prostřední v kupoli je vídeňský malíř Ferdinand Naboth. Dvanáct velkých maleb v pendentivech pod kupolemi vytvořil italský malíř Innocenzo Monti.  Rozměrnou fresku Poslední večeře na stropě v přední části kněžiště namaloval v roce 1897 ve stylu romantického historismu vídeňský malíř Josef Dragan. Je autorem i další freskové výzdoby v užší části presbytáře a kopule ve východní části lodi. Restauroval i malby výjevy z Kristova života  v prostřední kopuli, které vytvořil Ferdinand Naboth v roce 1707.  Podlaha kostela je složena z černých a bílých mramorových dlaždic. Jsou v ní umístěny tři krycí desky označující vstupy do velké krypty, která byla pod kostelní lodí vybudována pro pohřbívání řádových bratří.
Ve sklepení ze skály vyvěrá  pramen, který napájí malé nevysychající jezírko. Okolní prostory slouží jako poustevna a místo pro rozjímání. 

### Mobiliář

#### Oltáře
Nejstarší částí hlavního oltáře je mensa, která pochází z doby svěcení kostela (1707). Uprostřed má schránku s ostatky sv. Vojtěcha. Dvoupatrový, silně zlacený tabernákl ze dřeva je zdobený soškami andělů. Dřevěné retabulum za oltářem zdobené nátěrem s imitací mramoru dosahuje až ke klenbě presbytáře, Na jeho vrcholu je prosklená nika se sochou Panny Marie od sochaře Rheinecka z roku 1897. Uprostřed retabulu se nachází oltářní obraz sv. archanděla Michaela s plamenným mečem. Jde o kopii obrazu italského malíře Guida Reniho. Po stranách obrazu jsou pozlacené sochy čtyř západních církevních učitelů v nadživotní velikosti: sv. Řehoř Veliký, sv. Augustin, sv. Ambrož a sv. Jeroným od Jana Kammereitha.
Čtyři boční oltáře jsou umístěny v kaplích po stranách chrámové lodi. Na epištolní straně jsou to oltář sv. Filomeny a umělecky cenný oltář sv. Panny Marie v Naději z roku 1700. Na evangelní straně se nachází oltář sv. Jana Sarkandra s relikviemi tohoto světce a oltář sv. Šebestiána, jehož retabulum pochází z roku 1700. Je zasvěcen úctě k světcům pomáhajícím proti moru. Je dílem olomouckého malíře Dominika Mayera, stejně jako protější oltář Panny Marie v Naději.  U presbytáře na evangelní straně se nachází loretánská kaple s pozlaceným reliéfem dominikánského světce Petra Veronského. Oba oltáře v transeptu jsou dílem sochaře Filipa Sattlera z roku 1723.
Na ozdobných pilířích kolem lodi jsou rozmístěny dřevěné barokní plastiky apoštolů v životní velikosti. Pocházejí ze začátku 18. století, mají bílou polychromii a zlacené detaily. Jsou dílem řezbáře Augustina Jana Thomasbergera. 

#### Varhany
Na kůru jsou postaveny kvalitní barokní varhany z roku 1706 od Jana Davida Siebera z České Lípy. Původně byly vyrobeny pro klášter na Hradisku, v roce 1793 je kostelu věnoval olomoucký kupec František Tauber. Koncem 19. století je přestavěl varhanář Vilém Brauner z Uničova. V roce 1934 byly vybaveny elektrickým pohonem. V letech 1973 až 1975 byla firmou Rieger–Kloss Krnov provedena celková rekonstrukce, při které byly restaurovány i varhanní skříně. 

#### Zvony
První zmínka o zvonech pochází z roku 1430. V průběhu 1. světové války musel kostel odevzdat pro vojenské účely všechny zvony, zůstal jen malý umíráček. Po válce byla vyhlášena sbírka na nové kostelní zvony, které posvětil arcibiskup Prečan v říjnu 1926. Během 2. světové války byly zvony Maria, Michal, Barbora a Florián znovu zrekvírovány. Kostel byl bez zvonů více než šedesát let. Zvonění bylo obstaráváno provizorně jen umíráčkem a malým zvonem v sanktusníku.
Na pořízení nových zvonů pro kostel sv. Michala měl velkou zásluhu hejtman olomouckého kraje Jan Březina, který v roce 2007 zakoupil jeden zvon a byl iniciátorem sbírky na pořízení dalších zvonů, která se setkala s velkým ohlasem veřejnosti.  V září 2007 byl odlit zvon svatého Jana Sarkandera a 31. prosince 2007 byl vytažen do věže zvon svaté Zdislavy – ze zvonařského bronzu, hmotnost 850 kg, tón fis1, cena asi 500 000 Kč. Během několika měsíců se podařilo shromáždit prostředky na další zvony. V roce 2008 byl odlit zvon Michael Archanděl o hmotnosti 1850 kg, tón D, cena přibližně 1 milión Kč, čtvrtý je zvon Panny Marie o hmotnosti 2500 kg, tón C, cena přibližně 1 500 000 Kč. Celý soubor pochází ze zvonařské dílny Tomášková–Dytrychová z Brodku u Přerova.
Zvony jsou umístěny v gotické zvonici a vede k nim 75 schodů. Systém zvonění funguje na tzv. lineární motor a dá se naprogramovat na celý týden.

## Fosilní stopy
V barokních břidličných podlahách ambitu kostela se vyskytují fosilní stopy (ichnofosilie): Spirodesmos archimedeus (také ve vstupní místnosti na věž), Spirodesmos spiralis, Lophoctenium isp., Dictyodora liebeana, ?Megagrapton isp., Zoophycos isp., Phycosiphon incertum a Chondrites intricatus. Výskyt ichnodruhu Spirodesmos archimedeus naznačuje, že břidlice pocházejí pravděpodobně z nyní zatopeného lomu u Dalova.

## Křížová chodba

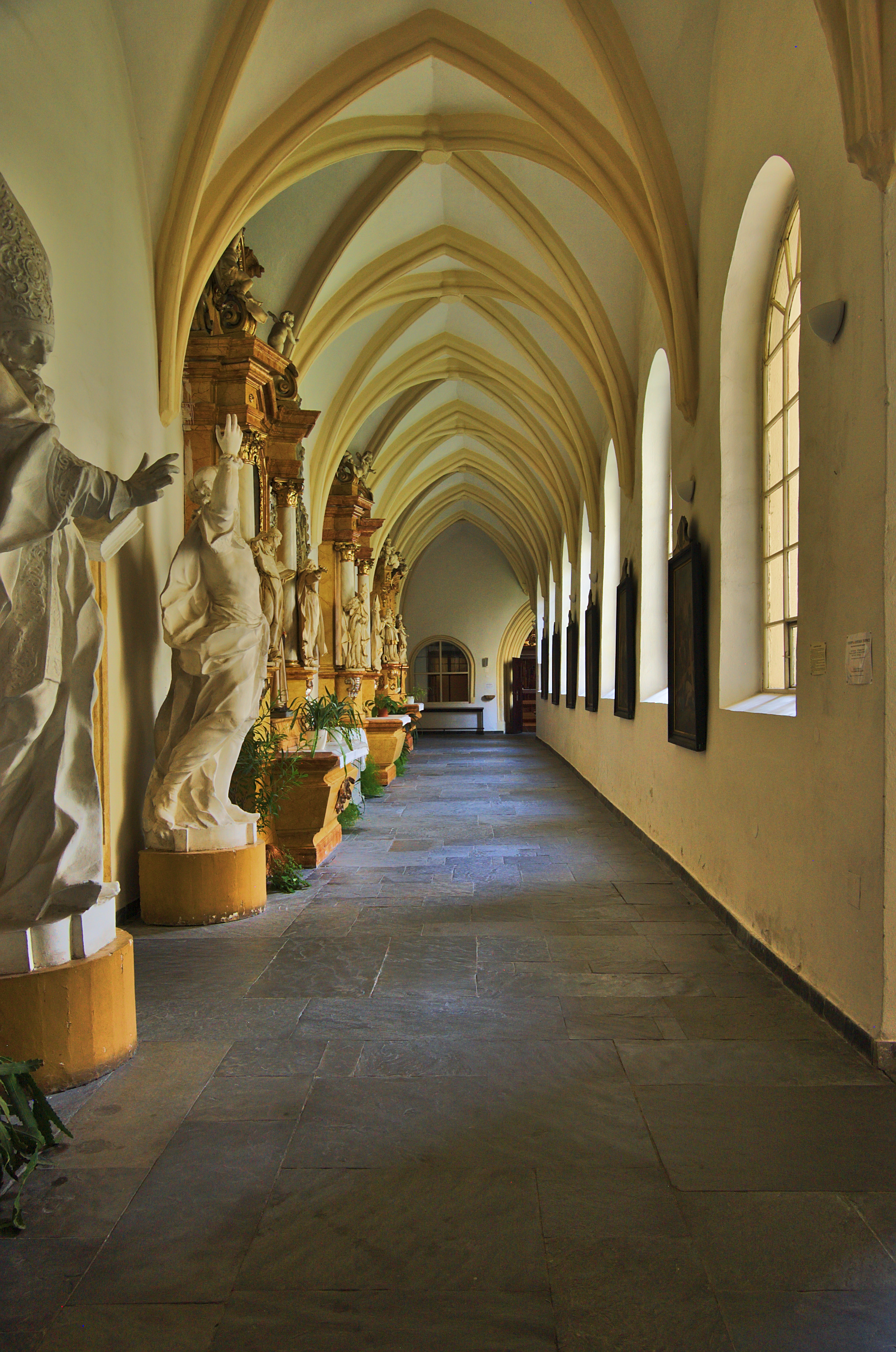
Křížová chodba

Gotická křížová chodba z přelomu 14. a 15. století kolem rajského dvora je jádrem bývalého dominikánského kláštera. Před rokem 1380 bylo u kostela vybudované severní křídlo chodby a také křídlo východní. Budovala ji dómská huť založená za biskupa Jana Volka. Další dvě křídla vznikla v 80. a 90. letech 14. století a mají odlišný sloh, protože byla upravená po požárech v letech 1398 a 1404.
V severozápadním koutě ve čtvercovém klenebním poli je neobvyklá konstrukce obkročné klenby. Ostatní křídla mají klenbu žebrovou. Roku 1723 nechal převor Bořivoj Majer upravit gotická okna na barokní. Obrazy křížové cesty mezi okny jsou od malíře Antona Bergera z Nového Jičína. Na tyto obrazy odkázala roku 1832 Anna Borstová 160 zlatých. Ambit byl původně vyzdoben barevnými freskami, dochovaly se však jen zlomky. Jsou zde umístěny čtyři oltáře, které se dříve nacházely v hlavní lodi kostela. Pátým je štukový oltář Ukřižovaného Krista, který je nejstarší v areálu kláštera. Zhotovil ho neznámý mistr z 1. poloviny 17. století. Na vnějších stěnách po obvodu ambitu se nachází 19 velkoplošných obrazů z dílny a okruhu malíře Ignáce Viktorina Raaba znázorňujících příběhy z Nového zákona. Další dva obrazy tohoto cyklu jsou v kapli svatého Alexeje. Po stranách západního vchodu do kostelní lodi stojí sádrové kopie soch sv. Metoděje a sv. Václava od Ondřeje Zahnera ze sloupu Nejsvětější Trojice na Horním náměstí.
Původně se zde pohřbívalo, dochoval se však pouze jeden náhrobní kámen z počátku 16. století.  Víko renesanční tumby nese unikátní vysoký reliéf rytíře Adama Štolbašského z Doloplaz.

## Kaple svatého Alexeje

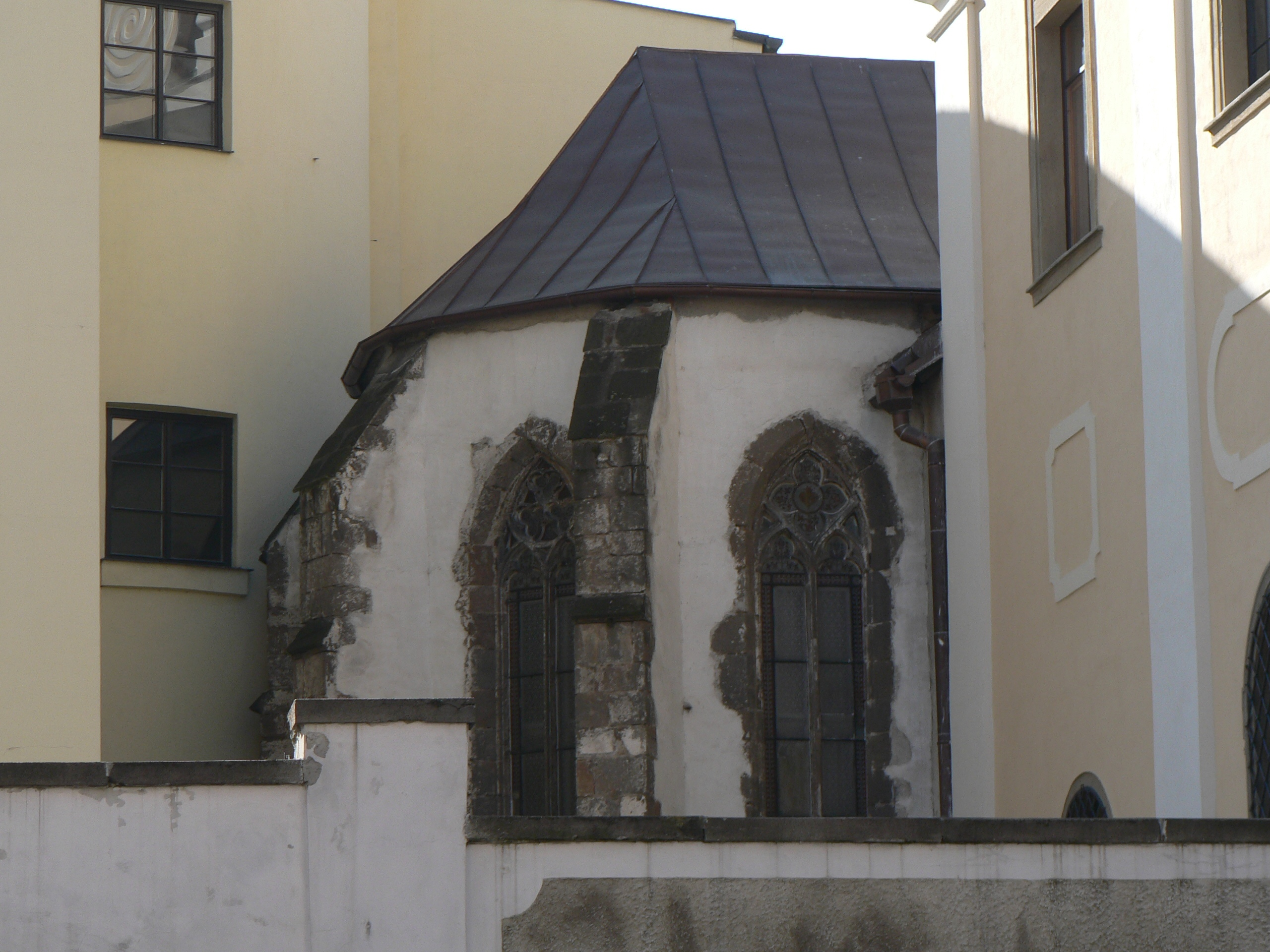
Kaple sv. Alexia–gotické opěráky presbytáře

Kaple svatého Alexeje (také sv. Alexia) je u východní křížové chodby. Jde o jednolodní stavbu s pětibokým presbytářem zaklenutým jedním polem křížové klenby. Původně byla na místě starší stavba ze 13. století. Na jejích základech založil údajně roku 1380 Václav z Doloplaz kapli Navštívení Panny Marie. Z ní se zachoval presbytář, gotická okna s kružbami, triumfální lomený oblouk a z venkovní strany opěráky.
V polovině 19. století se gotická klenba lodi zřítila. V letech 1845–1852 byla v lodi vybudována valená klenba, kazatelna a kaple byla celkově upravena. Oltáře svatého Vincence a svatého Valentina z poloviny 18. století nebyly obnoveny. Od roku 1740 je kaple častěji uváděna jako kaple svatého Alexeje podle bratrstva svatého Alexia. Hlavní oltář v novogotickém stylu byl zhotoven v roce 1886 v Tyrolsku, stejně jako kazatelna. V kapli jsou varhany, které v roce 1870 postavil varhanář Neusser z Nového Jičína. Mají 330 píšťal, manuálový rozsah: C-f3, 54 kláves a tónů. V roce 2019 byly rekonstruovány.
V kapli je epitaf z roku 1524 náležející Janu Eibenstockovi jako jeden z prvních dokladů renesance ve městě a pískovcová náhrobní deska Jiřího Valeriána Podstatského z Prusinovic. Hrobka rodiny Podstatských je od 17. století pod podlahou kaple. Volně umístěný obraz sv. Valentýna  namaloval roku 1676 Martin Antonín Lublinský.

## Galerie

### Exteriér

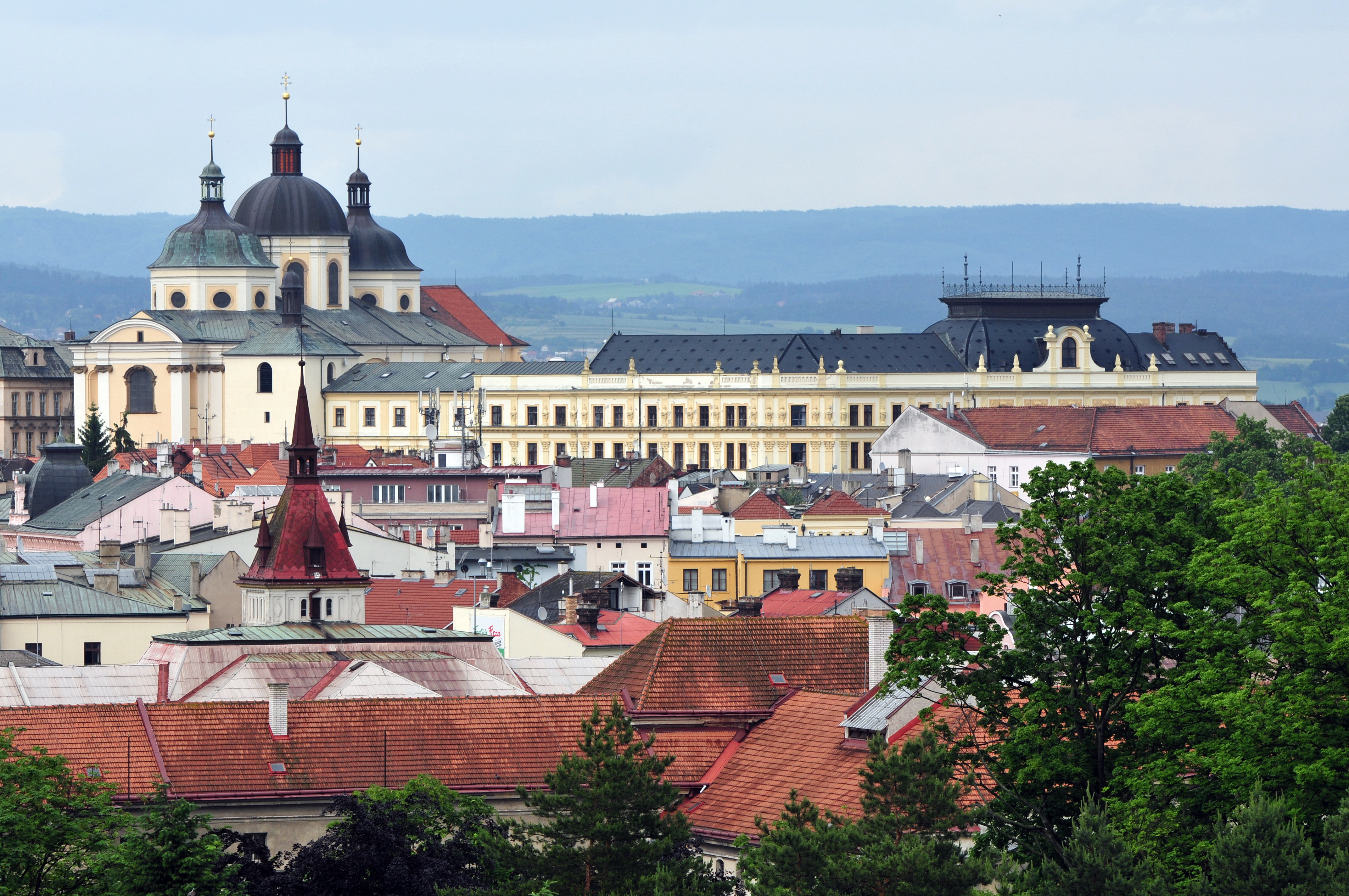
Kostel z dálky
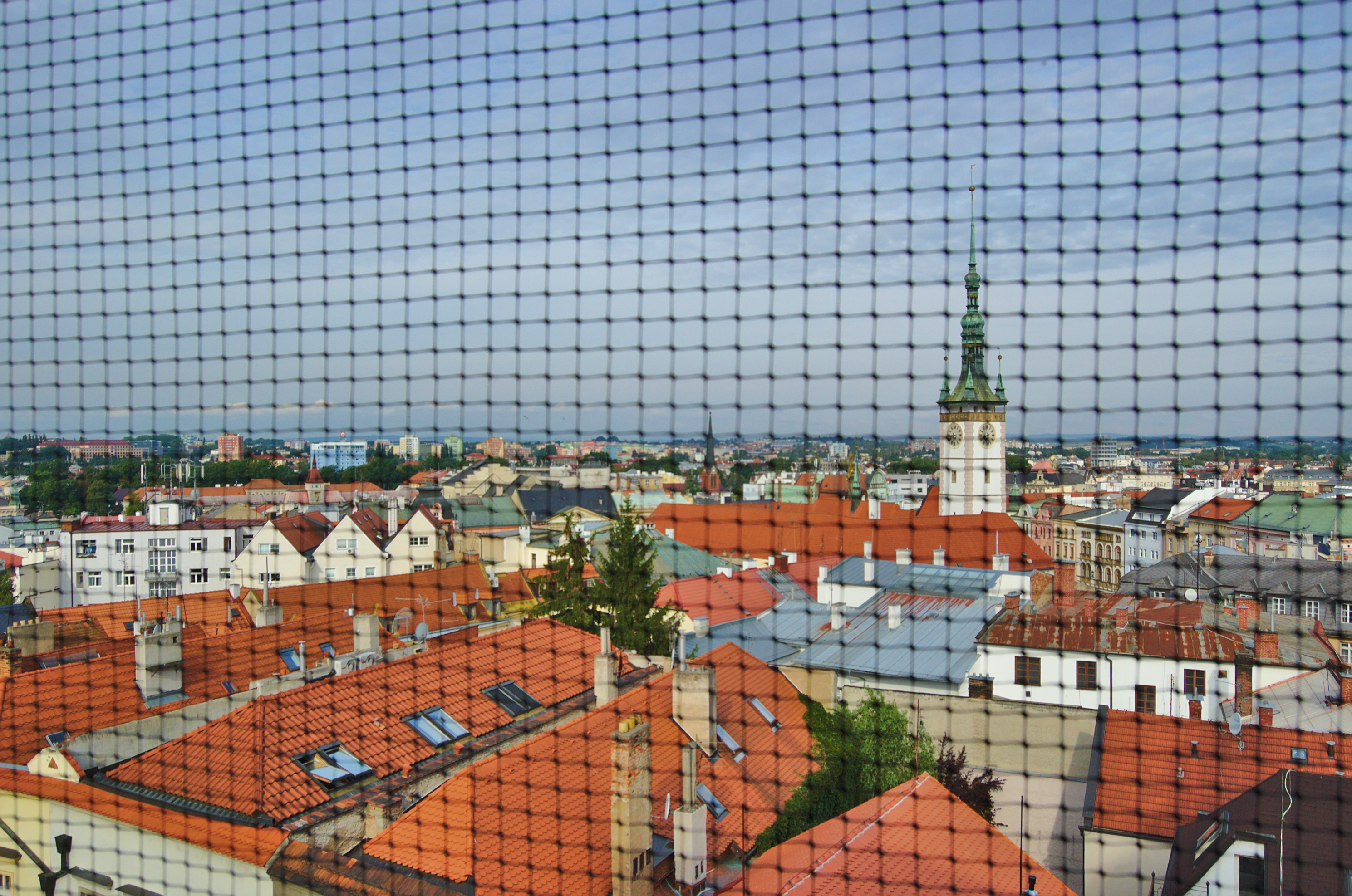
Centrum města z kostelní věže
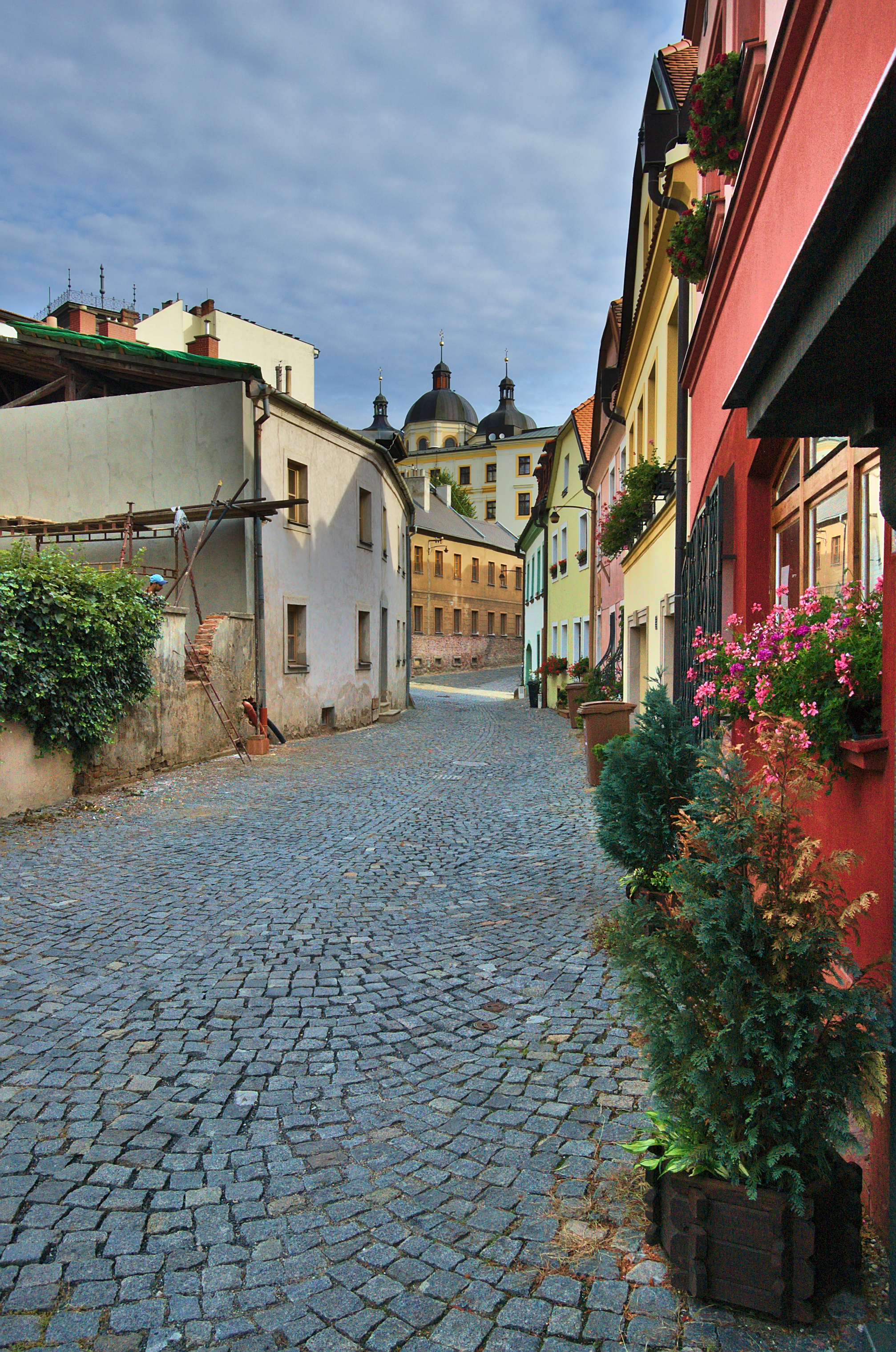
Pohled na kostel z ulice Hrnčířská
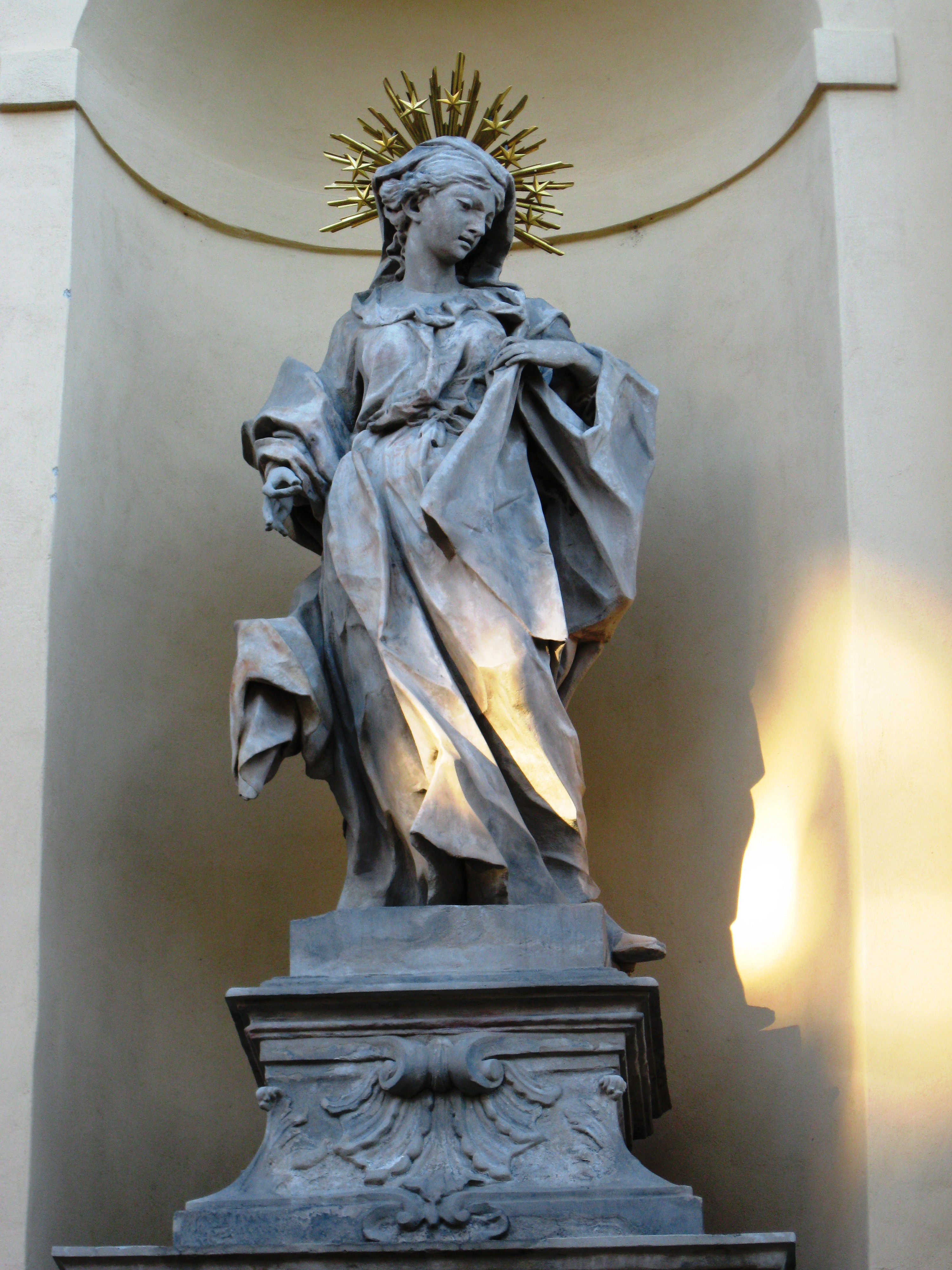
Socha Panny Marie ve zdi kostela – Ondřej Zahner
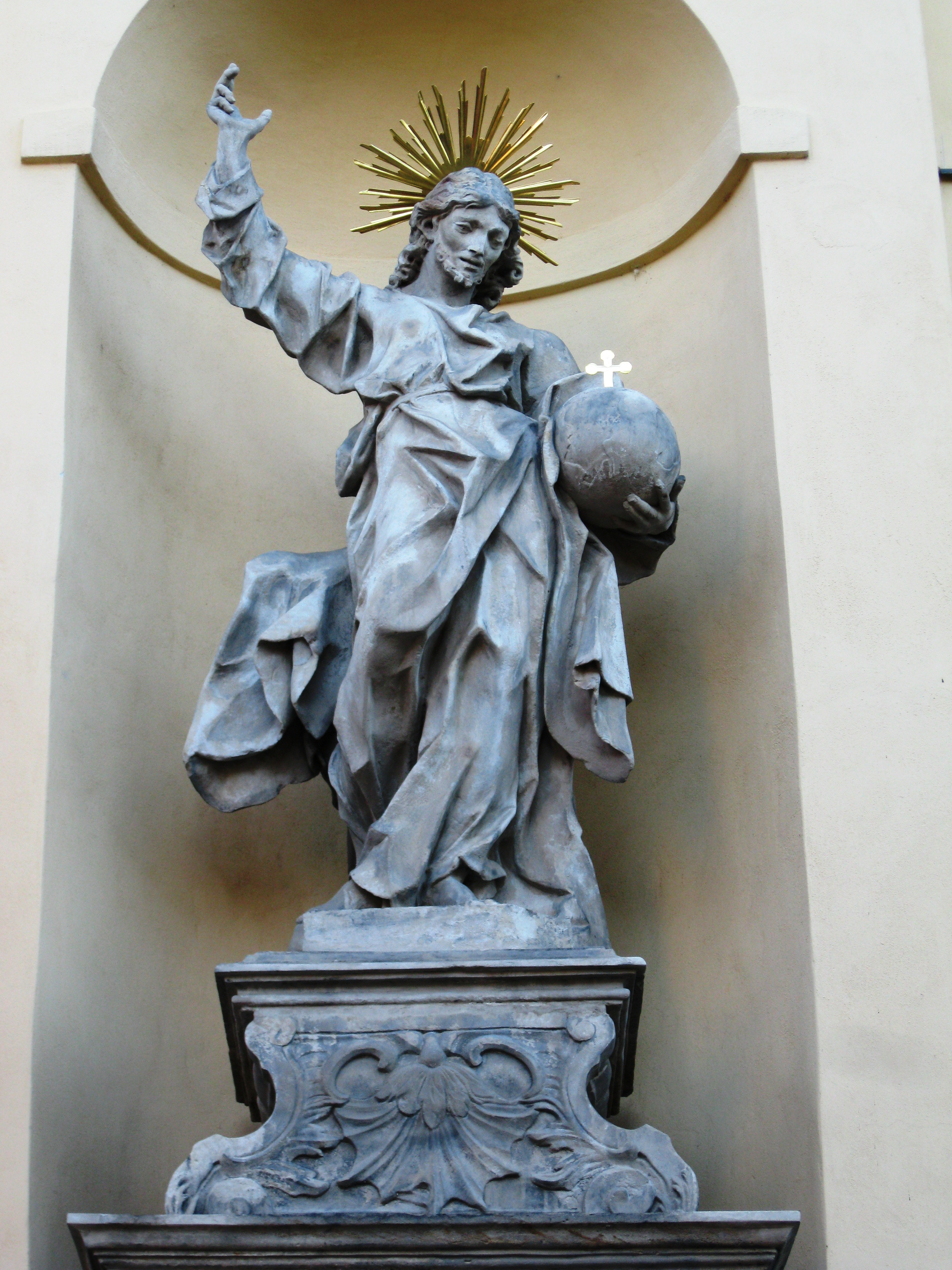
Socha Krista ve zdi kostela – Ondřej Zahner

### Interiér

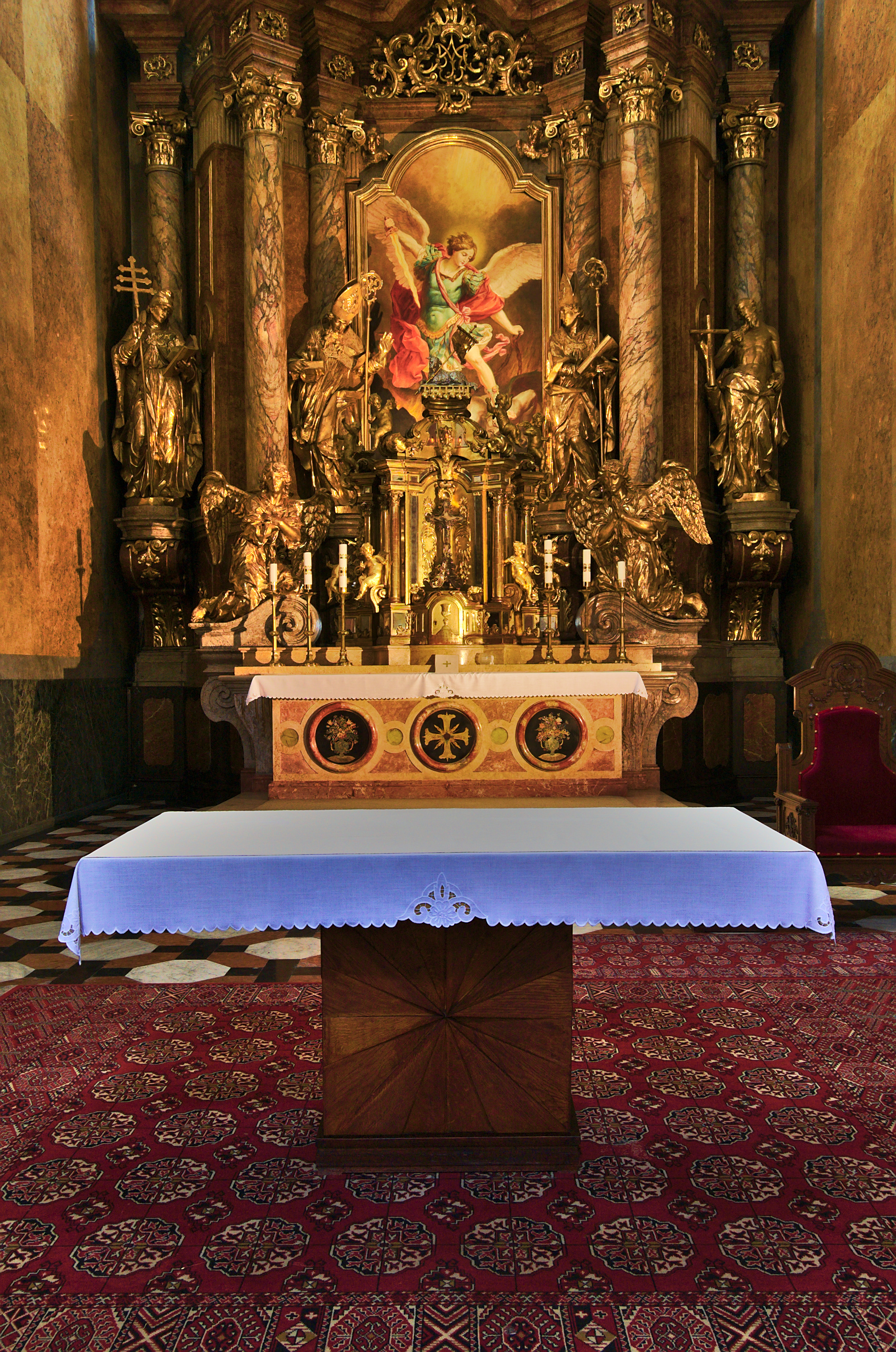
Hlavní oltář
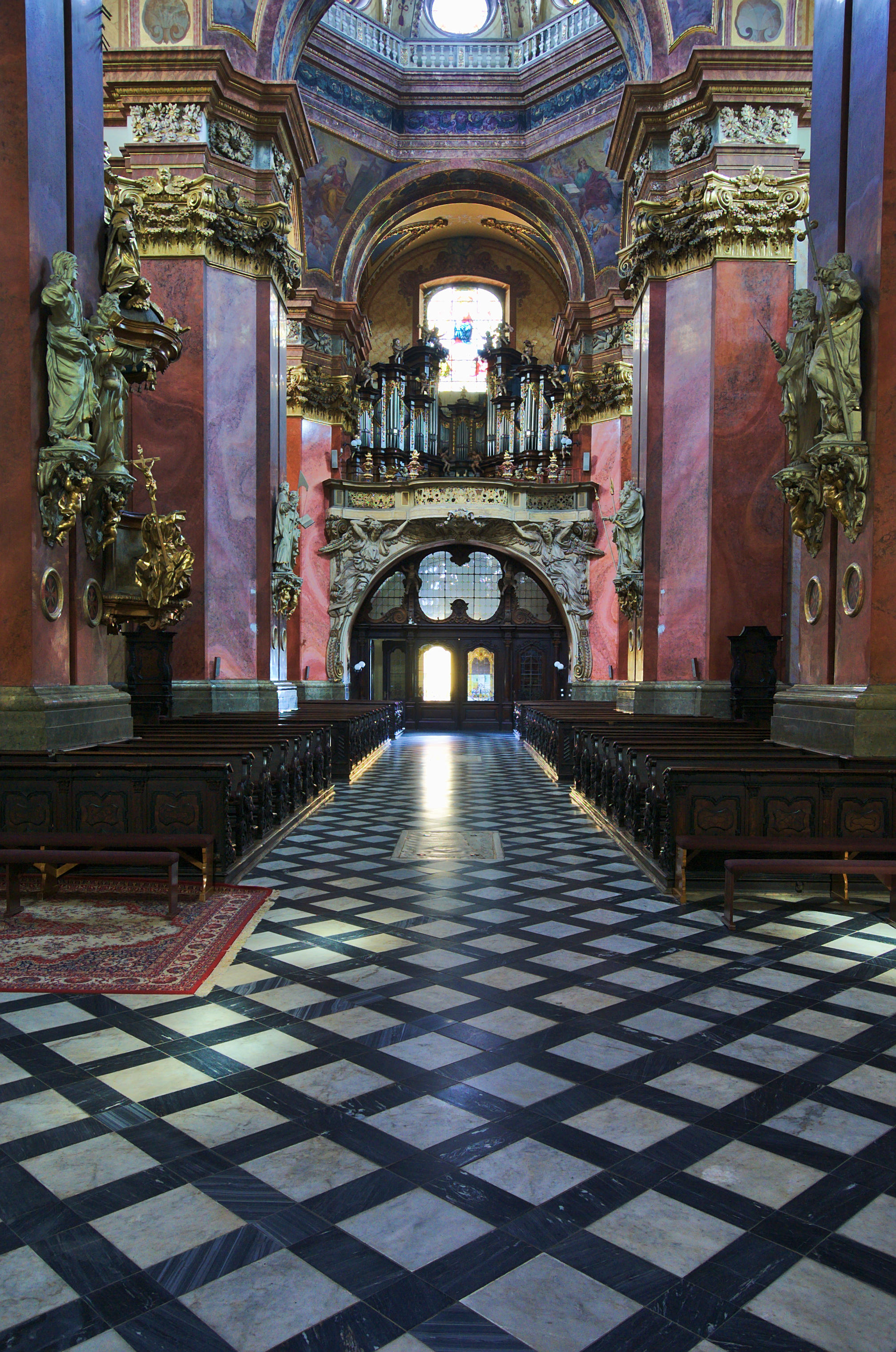
Vchod a varhany
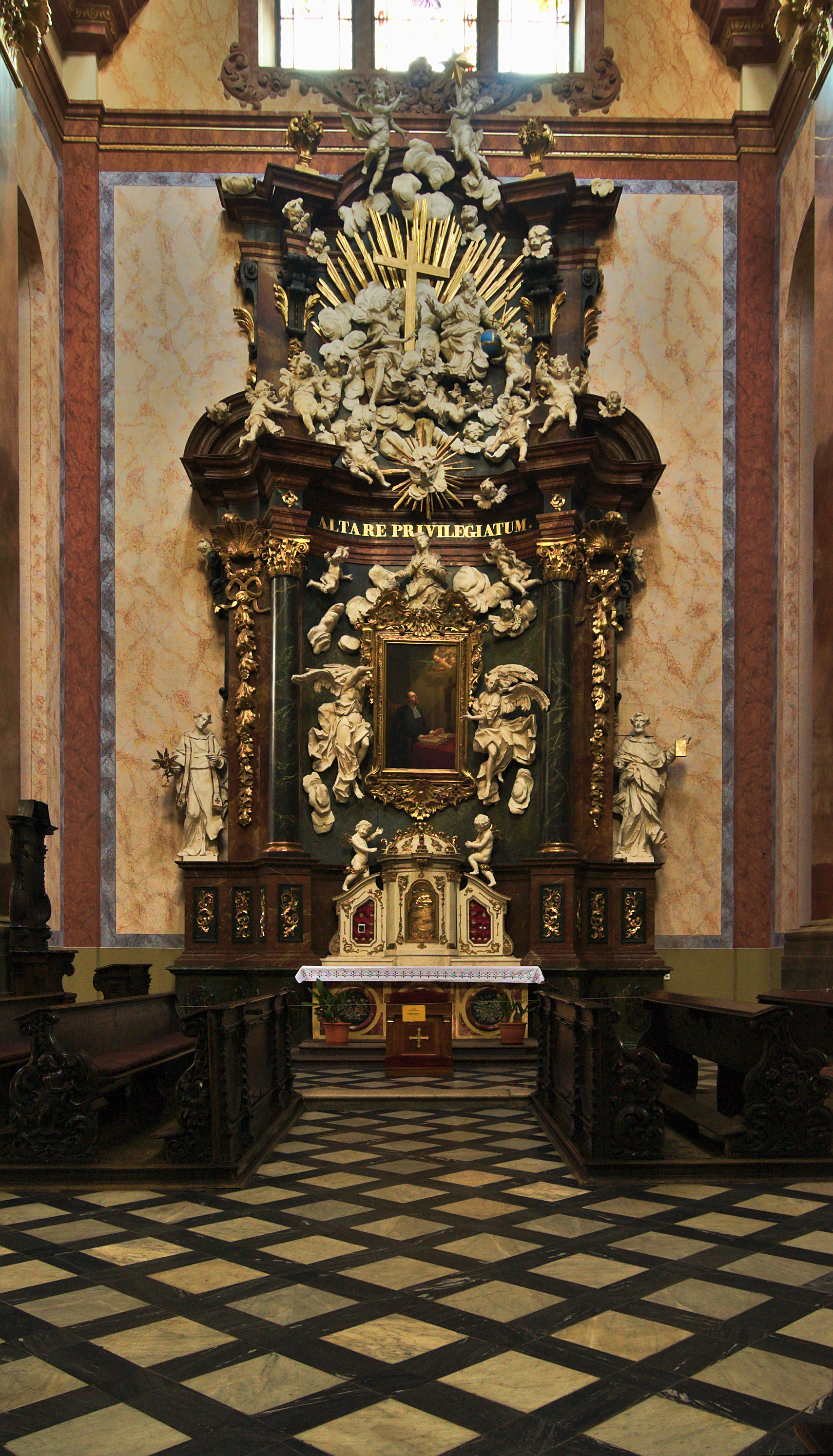
Boční oltář
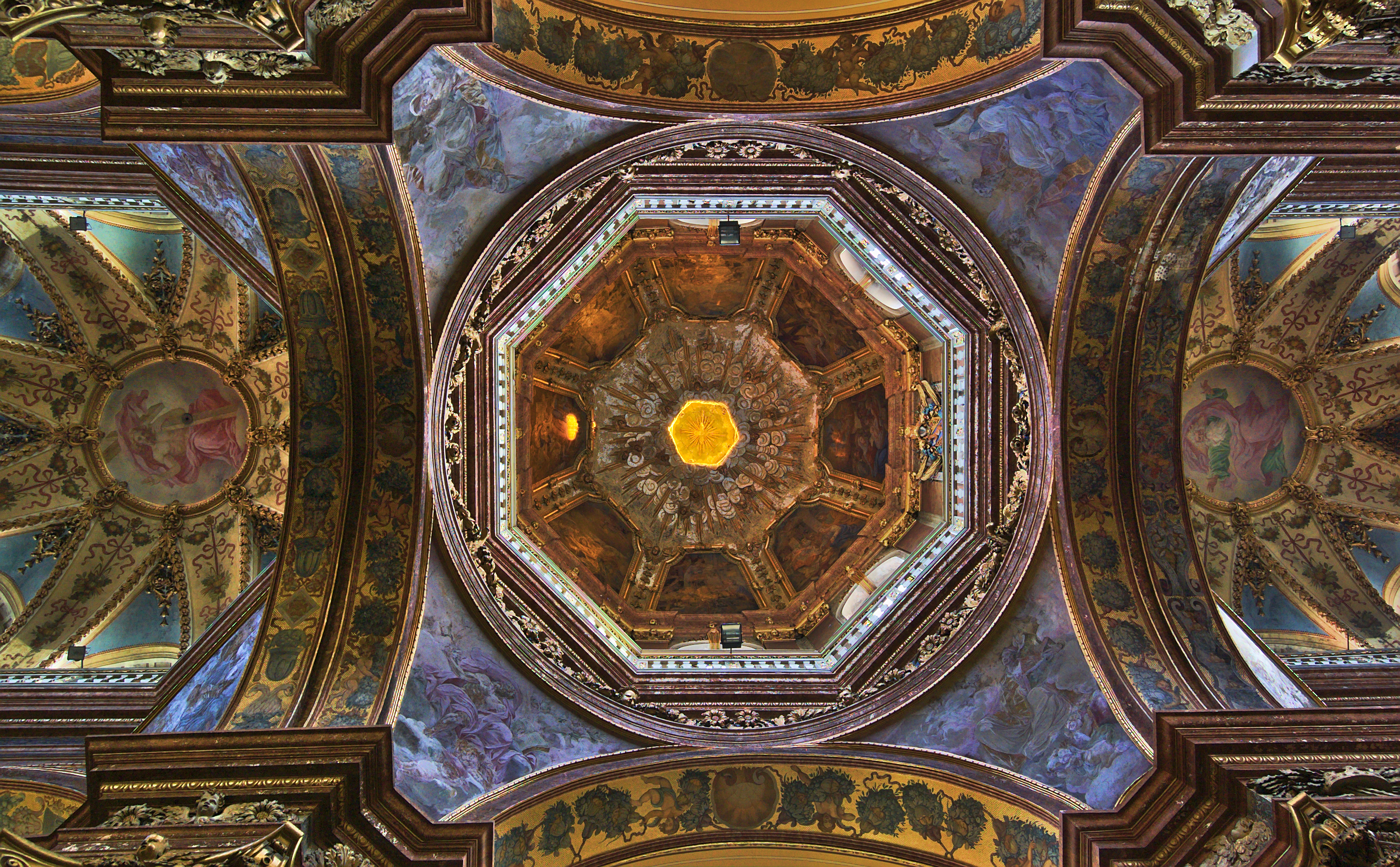
Strop kupole
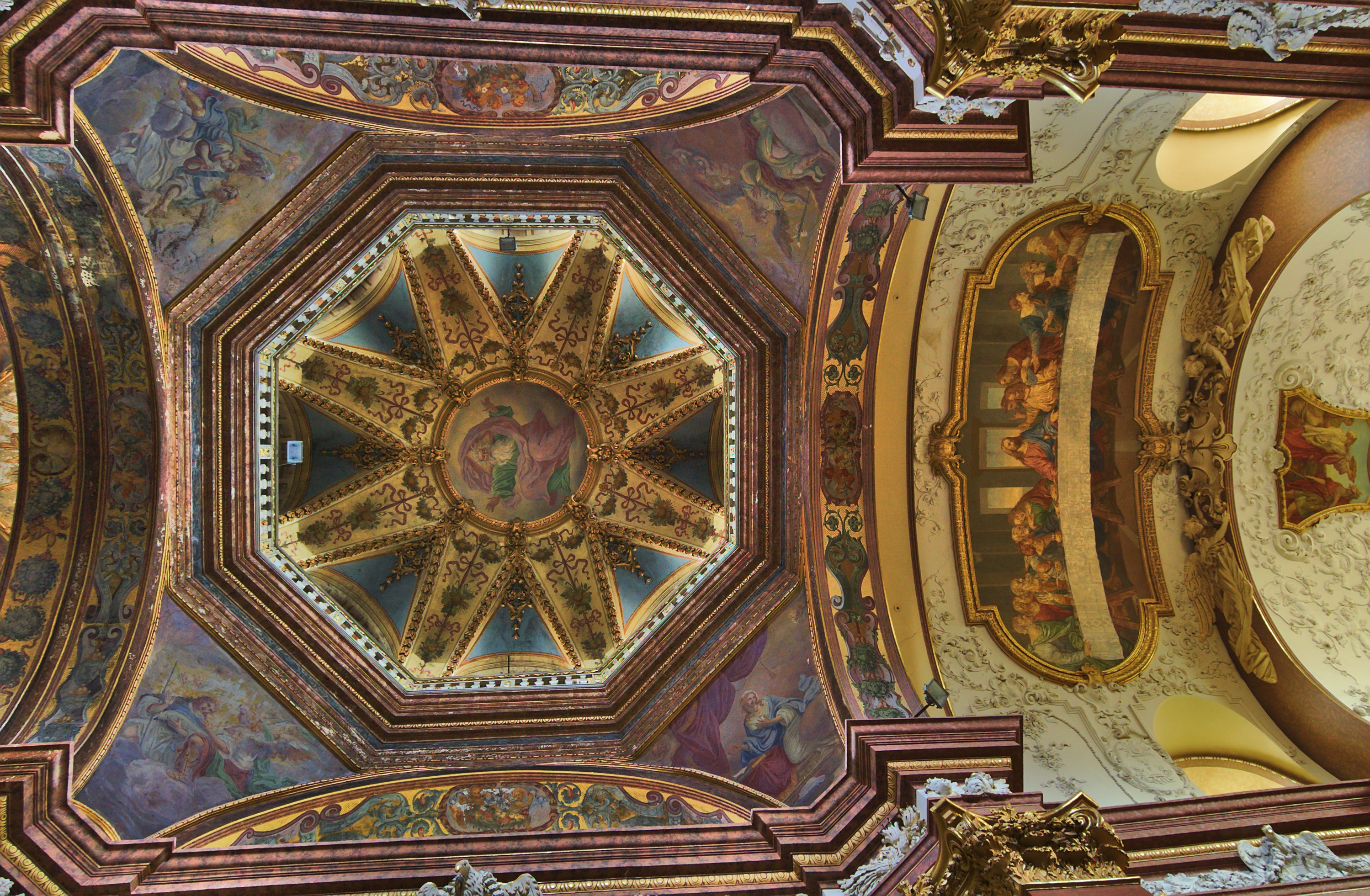
Strop
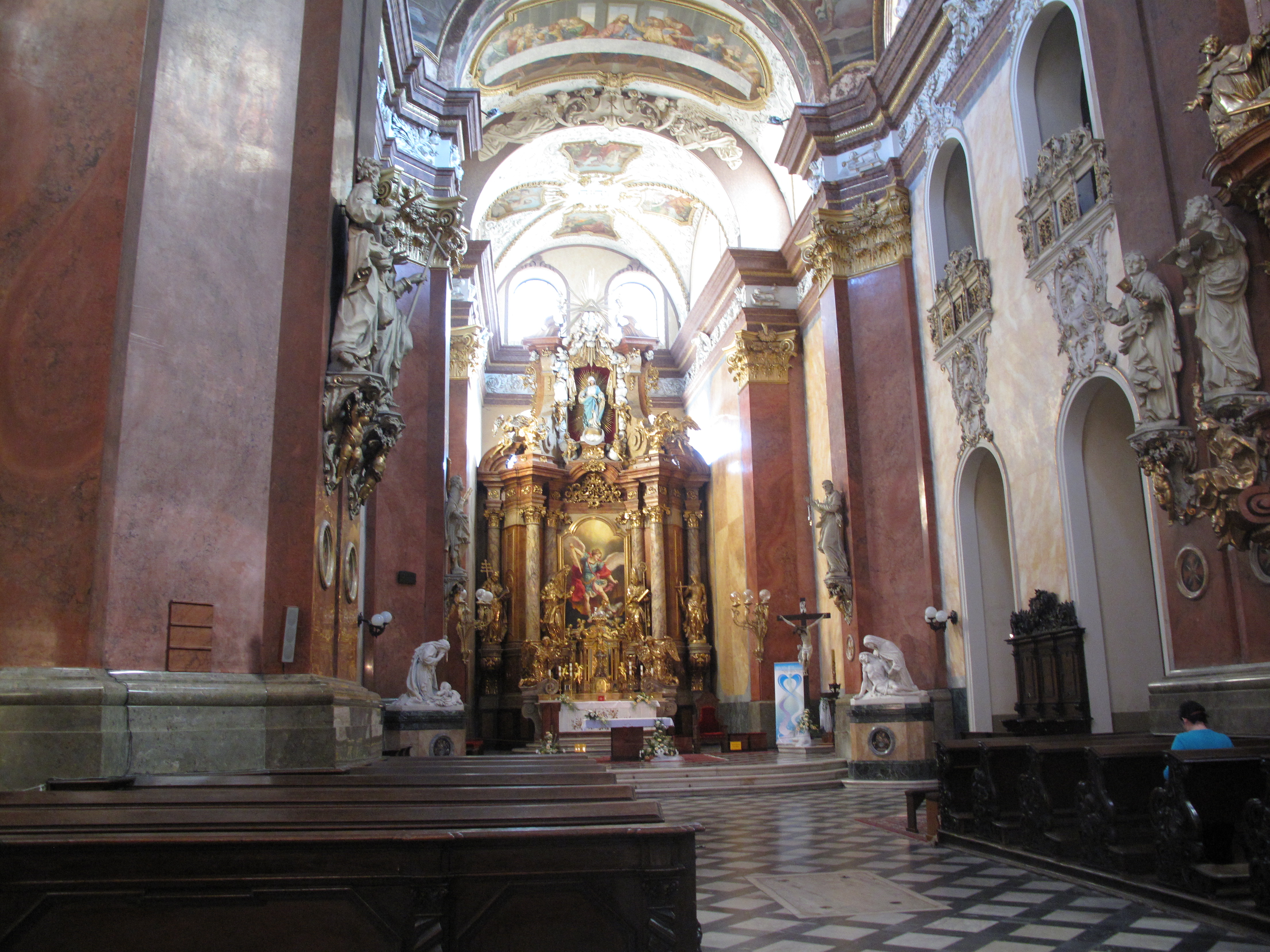
hlavní oltář v presbytáři

### Zvony

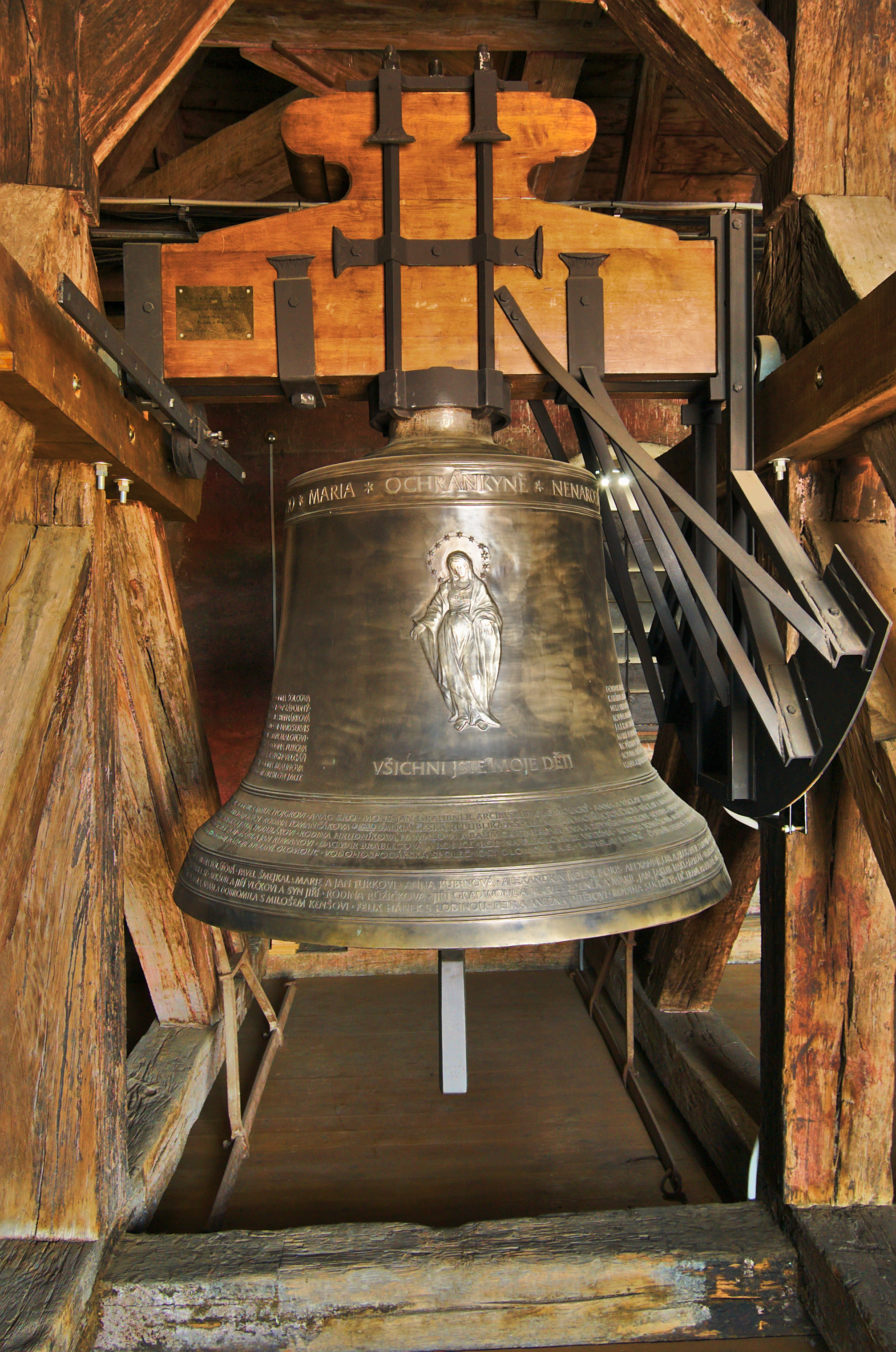
Zvon Panna Maria
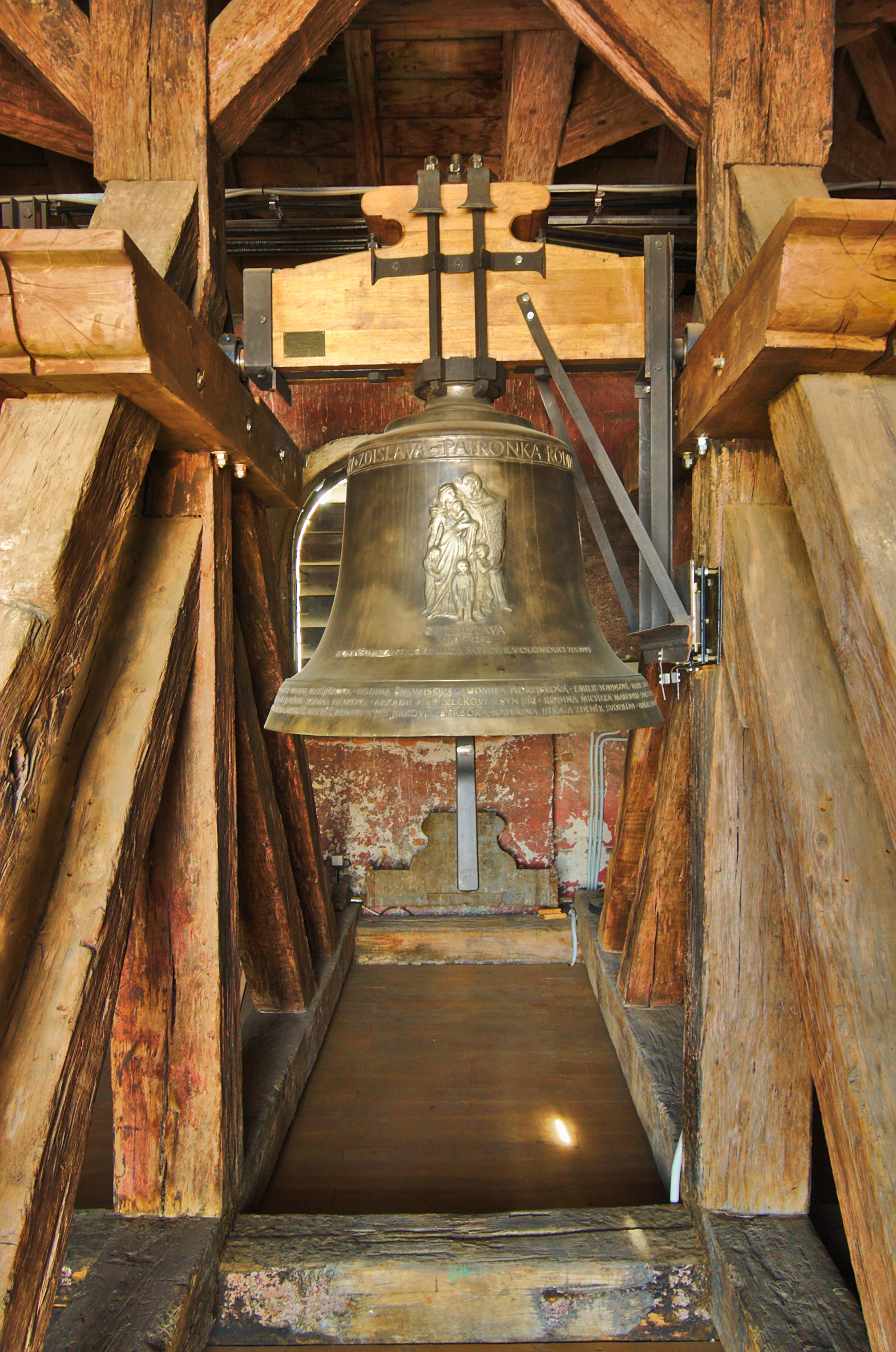
Zvon svatá Zdislava
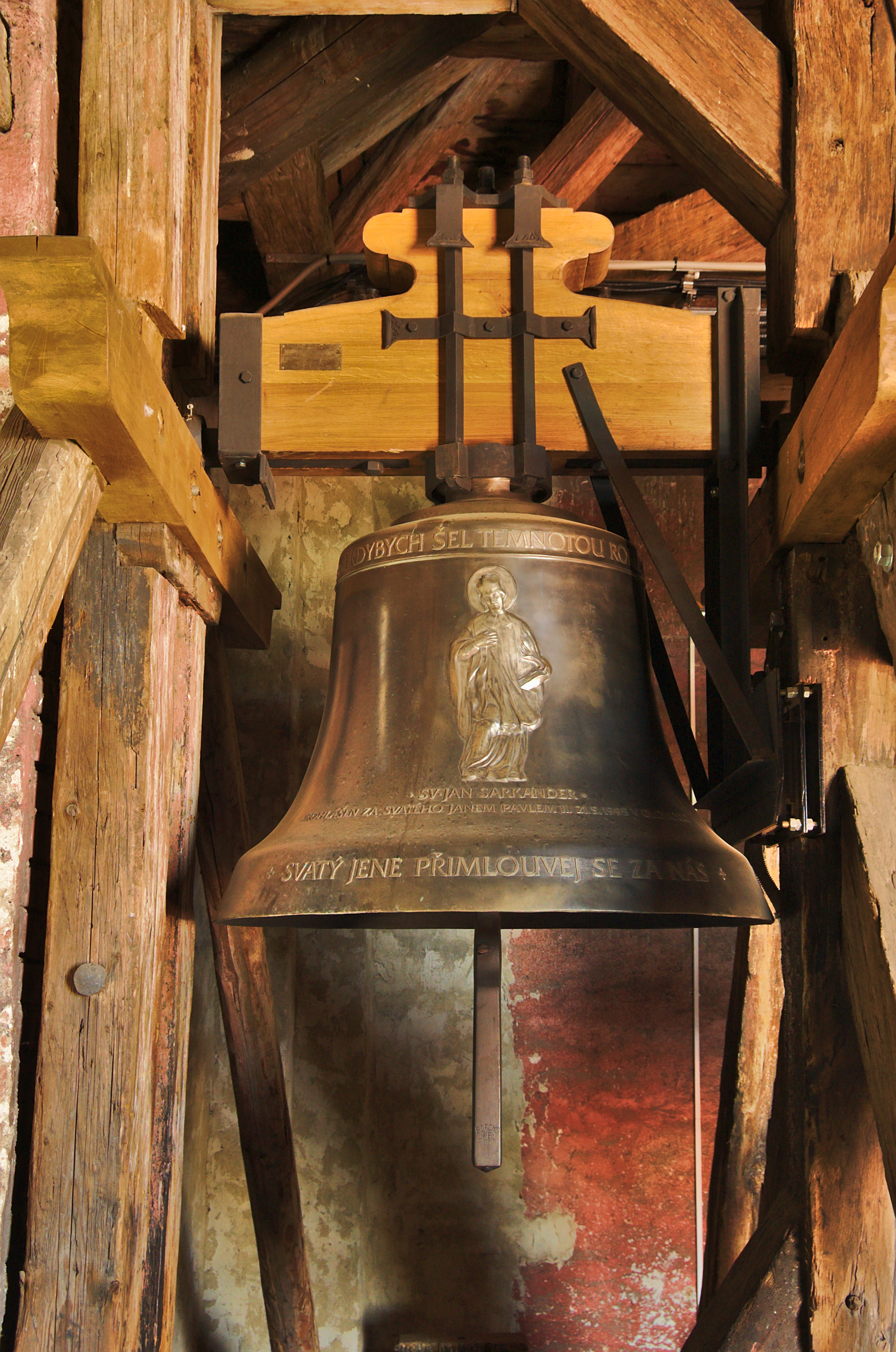
Zvon svatý Jan Sarkander
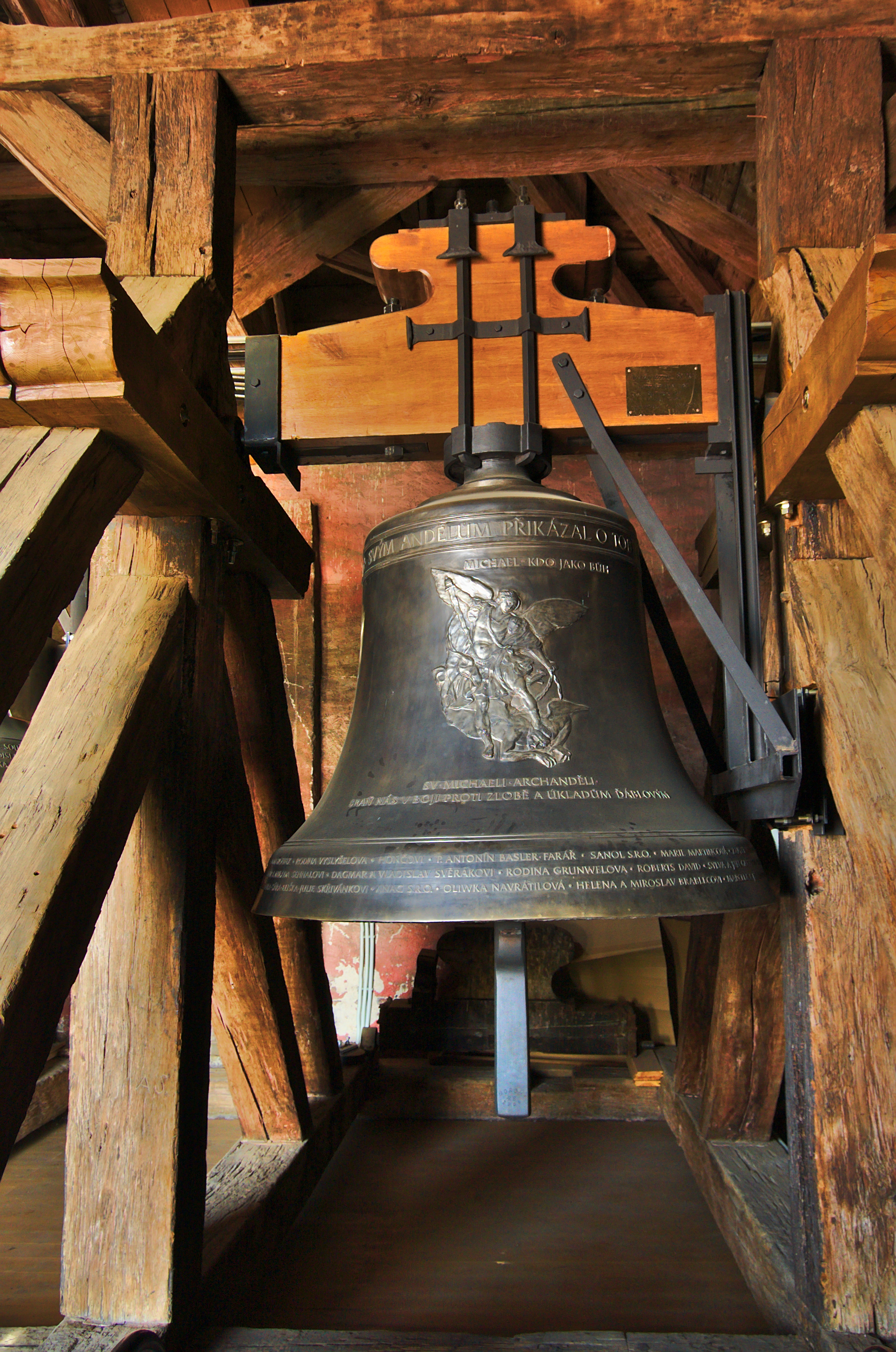
Zvon svatý Michael archanděl